# Lucius Cornelius Sulla

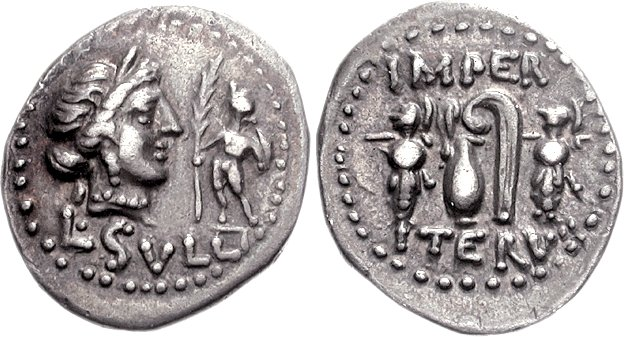
Denarius, melyet Sulla veretett VI. Mithridatész felett aratott győzelme után

Lucius Cornelius Sulla Felix (Róma, Kr. e. 138 – Puteoli, Kr. e. 78) konzervatív római politikus, hadvezér, a patricius származású Cornelia gens tagja volt. Leginkább Caius Marius elleni polgárháborújáról és véres dictaturájáról ismert.

## Származása, ifjú évei
A Sullák a Corneliusok nemzetségének szerényebb múltú és vagyonú tagjai közé tartoztak. A politikus dédapja, a Sulla nevet felvevő Publius Cornelius Rufinus volt a család alapítója, aki Kr. e. 212-ben praetorságig vitte. Fia, Publius, szintén praetor lett Kr. e. 186-ban, de az ő fia, a későbbi dictator apja már nem viselt fontosabb magistraturát, és csak kis örökséget hagyott gyermekére. Később kis vagyonát mostohaanyjának és egy Nicopolis nevezetű kurtizánnak rátestált hagyatéka is megnövelte, bár még így sem volt túlságosan nagynak mondható.
Ifjúként gondos nevelésben részesült, és egész későbbi életére jellemző volt irodalom- és művészetszeretete. A görög nyelvben is nagy jártasságot szerzett. Emellett életét örömmel múlatta bor, táncosnők, színészek és más félvilági elemek társaságában, keresve a testi gyönyöröket. Paradox módon, bár kicsapongó életvitelén nem változott öregkoráig, ő lett a régi római erényekre oly büszke optimata senatori csoport vezetője.

## Az első sikerek
Pénze növekedtével Sulla már hivatalokra is pályázhatott, így karrierje első lépéseként Kr. e. 107-ben quaestor lett. Mindjárt katonai feladatot kapott, amikor az ez évben először consullá választott Marius, későbbi nagy ellenfele lovasságának parancsnoka lett a Jugurtha elleni háborúban. Felettese eleinte gyanakvással fogadta a katonai tapasztalatokkal nem rendelkező Sullát, akit eddig elpuhult életmódjáról ismertek, de ő hamarosan rácáfolt az előítéletekre: energikus, tehetséges, hasznos és beosztottjai körében népszerű tisztté lépett elő.
Nagy szerepet játszott a Jugurtha és Bocchus mauretaniai király vereségével végződő cirtai csata megnyerésében, majd Marius őt küldte ez utóbbihoz tárgyalni. Sikeresen elérte, hogy némi vívódás után Bocchus kiadja szövetségesét a rómaiaknak. Sikerére oly büszke volt, hogy vésetett magának egy mindhalálig viselt pecsétgyűrűt, amely Jugurtha megadását ábrázolta.
Az ezt követő években Sulla az Itáliát északról fenyegető kimberek és teutonok germán törzsei ellen harcolt. Kr. e. 104-ben Marius legatusa, Kr. e. 103-ban pedig katonai tribunusa volt. Ekkortájt romlott meg viszonya korábbi felettesével, aki Plutarkhosz szerint féltékeny volt Sulla sikereire. Kr. e. 102 a másik consul, a hadügyekben jóval kevésbé jártas Quintus Lutatius Catulus alá osztották be. Ilyen minőségben több alpesi törzset pacifikált, nagy szerepe volt a Kr. e. 101-es végső győzelemben. Egy alkalommal még Marius hadait is felmentette, ami a híradások szerint rendkívüli módon bosszantotta az öregedő consult.
Sulla mutatós sikereit követően több évre visszavonult. Kr. e. 95-ben indult a következő év egyik praetori címéért, de sikertelenül – állítólag azért, mert nem volt aedilis, amikor pedig alkalma lett volna lenyűgözni a népet a barátjától, Bocchustól könnyen beszerezhető afrikai állatsereglettel. A következő évben végül a bőséges pénzosztogatás meghozta gyümölcsét, és Kr. e. 93-ban praetor lehetett. Ekkor kielégítette a plebs igényeit, ugyanis a Ludi Apollinares keretében 100, később afrikai íjászok által lenyilazott oroszlánt vonultatott fel a mauretaniai király jóvoltából.

## Keleti és itáliai harcok

### Kilikia
Kr. e. 92-ben Sulla Cilicia et Cyprus propraetori rangú helytartója lett, és azzal a feladattal bízták meg, hogy helyezze vissza trónjára I. Ariobarzanészt, Kilikia királyát, akit Pontosz királya, VI. Mithridatész űzött el trónjáról, amit az utóbbi hadvezére, Gordiosz leverésével hamar végre is hajtott. Gyors sikere láttán a Pártus Birodalom királya, II. Arszakész király követeket menesztett hozzá, hogy elnyerje a rómaiak barátságát – így Sulla lett az első római, aki hivatalos kapcsolatokat létesített az ekkor még fenyegetést egyáltalán nem jelentő pártusokkal. A híradások szerint a követeket dölyfös fogadtatásban részesítette.
Hazatérve Marius híve, Caius Marcius Censorinus visszaélésekkel vádolta meg Kr. e. 91-ben, de a vádat hamarosan elejtették. Ekkora a két hadvezér közti ellenségeskedés a tetőfokára hágott. Mindkettejük mögé felsorakozott a senatus egy-egy politikai frakciója: Mariust a néppárt, Sullát pedig a konzervatívok támogatták. Kilikiai sikerei szintén az ifjabb politikust predesztinálták a közelgő Mithridatész elleni háború vezetésére, ami még jobban felbőszítette az újabb sikerekre vágyó Mariust. Amikor Bocchus felállíttatott a Capitoliumon egy, a Jugurtha Sulla előtti behódolását ábrázoló szobrot, az idős hadvezér állítólag erőszakkal akarta onnan elvitetni haragjában.

### Az itáliai szövetségesháború
Az itáliai szövetséges városok fellázadása egy időre feledtette az ellenségeskedést. Rómának szüksége volt két legjobb generálisára, és ők nagy becsvággyal vetették magukat a harcokba. Az idősödő Marius hamarosan kénytelen volt észrevenni, hogy hajdani quaestora mind több sikert arat fiatalos hadvezetésével. Sulla Kr. e. 90-ben Lucius Julius Caesar, majd Kr. e. 89-ben Lucius Porcius Cato legatusa volt. Ebben az évben aratta legfényesebb sikereit: lerombolta a campaniai Stabiaet, leverte Lucius Cluentius seregeit Pompeji mellett, pacifikálta a hirpinusokat, majd betört Samniumba, legyőzte Papius Mutilanust, és elfoglalta Bovianum városát, a szamniszok központját. Közben szabad rablást engedélyezett katonáinak, akik felülmúlhatatlan imádattal vették körül. Még az egyik praetorviselt legatus meggyilkolását is elnézte nekik.
A consulválasztás hírére a dicsőségben fürdő Sulla azonnal Rómába sietett, ahol sikereire való tekintettel szinte egyhangúlag választották meg Kr. e. 88 egyik consuljának Quintus Pompeius Rufus kollégájaként.

## Háború Marius és Mithridatész ellen
Kr. e. 88-ban a szövetségesháború még nem ért véget, de a Görögországot megszálló Mithridatész elleni hadműveletek is halaszthatatlanná váltak. Sullát ez utóbbi feladatra jelölték ki. Marius időközben nem nyugodott bele riválisa pompás sikereibe, ezért a támadáshoz gyorsan megerősítette támogatóinak sorait. Publius Sulpicius Rufus néptribunuson keresztül nyitott a leigázott italicus lakosság felé, akiknek lekötelezettje amnesztiát és teljes jogú polgárjogot ígért. A két consul ezt a helyzetet iustitium bevezetésével kívánta orvosolni, ebben az esetben ugyanis semmiféle törvényhozásra sem volt lehetőség. Rufusék azonban fegyverrel kényszerítették a két főhivatalnokot a justitium visszavonására, miközben végeztek Pompeius fiával, aki egyben Sulla veje volt.

### Aki elfoglalta Rómát
Sulla azonnal Nolát ostromló hadseregéhez menekült. Rufus javaslatai időközben törvényerőre emelkedtek, és Mariust nevezték ki a mithridatészi háború levezénylésére. Ő is követeket küldött a nolai csapatokhoz, de azok részint Sulla iránti lojalitásból, részint félve, hogy esetleg kimaradnak az új zsákmánnyal kecsegtető harcokból, meggyilkolták a küldöncöket. A katonák tárt karokkal fogadták vezérüket, aki javaslatukra a hat legio élén Róma ellen vonult. Egyedül tisztjei dezertáltak, mivel nem akartak az államra kardot emelni.
Mariust a jog nyílt sárba tiprása olyan váratlanul érte, hogy nem tudott felkészülni az ellenség fogadására. Felszólította ellenfelét, hogy állítsa meg hadait, de követeit majdnem meggyilkolták. Végső kétségbeesésében már rabszolgafelszabadítást hirdetett, de erre már nem maradt idő: riválisa akadály nélkül vonult be az Urbs területére. A vezető marianusok Africába menekültek, egyedül Sulpicius Rufusszal végzett egy szabadosa. Sulla ezúttal igen visszafogottan viselkedett, csak tucatnyi embert kiáltatott ki a haza ellenségének, és a rablást is megtiltotta.

### Mithridatész
Sulla katonái már türelmetlenül várták, hogy a gazdag keletre ronthassanak, így a politikus jobbnak látta gyorsan Capua felé meneszteni őket, hogy felkészüljenek a behajózásra. Ő a következő consulválasztásig Rómában maradt, de jelöltjei (unokaöccse, Nonius és Servius Sulpicius) nem arattak sikert. A győztes a konzervatív, de gyengekezű Cnaeus Octavius és a néppárt egyik bajnoka, Lucius Cornelius Cinna által alkotott páros volt. Sulla kénytelen volt megelégedni Rufus törvényeinek visszavonásával, illetve megpróbálta megígértetni Cinnával, hogy nem rúgja fel a fennálló helyzetet. Hiába, mert mihelyt lejárt hivatali ideje, Cinna Marcus Virgilius néptribunuson keresztül vádat emelt ellene. Sulla ezzel mit sem törődve Kr. e. 87 elején csatlakozott hadaihoz, és átkelt Hellaszba.
Dyrrachiumnál ért partot, és miután Boiótia földjén legyőzte a pontoszi Arkhelaosz hadait, Athén ellen indult, ahol Mithridatész radikális demokrata fordulatot hajtatott végre Arisztión vezetésével, létrehozva ezzel saját bázisát görög földön. Az ostrom elhúzódott, végül Kr. e. 86. március 1-jén rohammal sikerült bevenni a várost. Arkhelaosz hadai maradványait egyesítette a Macedonia felől felmentésére érkező Dorilaosszal, de Sulla Khairóneia és Orkhomenosz mellett gyors győzelmet aratott felettük.
Rómában eközben nem csitultak az indulatok. Cinna mindjárt Sulla távozása után ellene kezdett agitálni, ám miután elűzték, Itáliában hadsereget toborzott, amihez az Africából visszatért Marius veteránokból és felfegyverzett rabszolgákból álló csapatai is csatlakoztak. Miután visszafoglalták Rómát, szörnyű mészárlás kezdődött, amelyben Octavius is odaveszett. Kr. e. 86-ra Cinnát és Mariust tették meg consulnak, ám ez utóbbi januárban elhalálozott, így utódját, Lucius Valerius Flaccust menesztették az imperiumától elvileg megfosztott Sulla nyomába. Flaccus akkortájt ért görög földre, amikor Sulla már megtisztította azt az ellenfelektől. Macedonia felszabadítását követően a lázongó sereg átkelt Kis-Ázsiába, ahol legyőzte a pontoszi hadakat, és még Pergamont is meghódította. (Egy zendülés alkalmával Flaccust megölték, utódja Caius Flavius Fimbria legatus lett.) Eközben Sulla quaestora, Lucius Licinius Lucullus is szervezett egy hajóhadat, hogy parancsnoka átkelhessen az Égei-tengeren.
Mithridatész ügyesen kihasználta a helyzetet, és Sullával kötött békét Kr. e. 85 folyamán Dardanosz városában. Készségessége miatt alacsony, alig 3000 Talentumnyi sarcot kellett csak fizetnie, és a rómaiak megelégedtek a meghódított területek kiürítésével. Ezt követően Fimbria bekerített legiói csatlakoztak Sullához, míg parancsnokuk öngyilkos lett. A csekély pontoszi sarcot a Rómától elpártolt görög szövetségesek rettentő megsarcolásával pótolták. Némi pihenőt követően Kr. e. 84-ben kelt át az egyesült had Macedoniába, Asia provincia védelme pedig a hátrahagyott Lucius Licinius Murena legatus két legiójára hárult.
Sulla nem vesztette el érdeklődését a kultúra iránt, ezért Teosz szigetéről elhurcoltatta az Apellikón-könyvtárat. Egy köszvényroham miatt sokáig görög hőforrásoknál kereste a gyógyulást, végül a dús kincsekkel megrakodott menetoszlop Kr. e. 83-ban tért vissza Itáliába. Görög földön maradt a Caius Antonius Hybrida által vezetett lovasság, amely az eddigieket is meghaladó visszaéléseket követett el.

## Sulla diktaturája
A néppárt időközben legfontosabb vezetőit elvesztette, ugyanis Cinnát is meggyilkolták Kr. e. 84-ben egy lázadás alkalmával. Utódai, köztük az ifjabb Marius, nem rendelkeztek egységes elképzelésekkel, és felkészültségük sem volt elégséges. Sulla 40 000 főnyi hadserege Itáliába érve pedig egyre nőtt a néppárti kegyetlenkedések áldozatai és a haszonleső arisztokraták jóvoltából. Rómát végül második alkalommal Kr. e. 82. november 1-jén vették be Sulla hadai. Ezúttal nem volt kegyelem: a marianusokat támogató szamnisz foglyokat kivégezték, Samniumba és Etruriába büntetőexpedíciókat küldtek, az africai bázist pedig a nemrég két, saját pénzből felszerelt legiójával Sulla mellé állt fiatal, ambiciózus Cnaeus Pompeius számolta fel. Sulla is, Pompeius is triumphust kapott, amelyet Kr. e. 81-ben tartottak meg. Pompeius itt lett a Magnus utónév birtokosa. Sulla is itt vette fel a Felix (Boldog) agnoment, kifejezve ezzel az istenek felé irányuló szeretetét. (Hadi és szerelmi győzelmeit Venus kitüntetett figyelmének tulajdonította, ezért görög írásaiban magát Epaphroditosznak, azaz „Aphrodité által szeretett”-nek nevezte.) A senatus nyomban lovasszobrot állíttatott neki a Rostra mellett.
Kr. e. 82-ben mindkét consulja odaveszett a harcokban, ezért az ügyeket interrexek irányították. A Sulla nyomására kinevezett interrex, Lucius Valerius Flaccus javaslatára Kr. e. 81 végén felélesztették a mintegy 130 éve nem használt dictatori címet, de ezúttal időbeli korlátok nélkül, és a lehető legszélesebb jogkörökkel társítva.

### A proscriptiók
Sulla egyik első dolga volt hazatérve, hogy listát állíttatott össze a néppártiakból és támogatóikból. Aki felkerült a listára (proscriptio), azt bárki meggyilkolhatta jogi következmény nélkül. A proskribáltak vagyonát elkobozták és nyilvános aukción elárverezték, utódait pedig megfosztották politikai jogaiktól. A feljelentő vagy gyilkos két talentum jutalmat kapott tettéért. A mészárlás nem csak az ellenzék sorait ritkította meg, hanem Sulla körének személyes ellenfelei is listára kerültek. Gyakran a nagy vagyon vitt valakit pusztulásba. A lovagrendi és senatori áldozatok száma meghaladta a több ezret. Az intézkedést a comitia centuriata szentesítette Kr. e. 81. június 1-jében szabva meg a határidőt.
A proscriptio eszközével Kr. e. 43–42-ben a II. triumvirátus tagjai is éltek hasonló hatékonysággal.

### Bázisépítés
Sulla intézkedéseit nem csak az optimata senatorok támogatták. Gondoskodott róla, hogy megfelelő támogatottsága legyen Itália-szerte és Róma városában egyaránt. Számos katonát telepített le a ius commercii kivételével jogaiktól frissen megfosztott, ellenálló coloniákban – elsősorban Etruria területén. Ezek a veteránok azonban nem csak az ő parancsát lesték, hanem halála után is ugrásra készen várták az új, még több zsákmánnyal kecsegtető hadvezért. Nem véletlen, hogy Catilina összeesküvése során elsősorban Sulla leszerelt veteránjaira számíthatott.
Személyes biztonságát és pártjának fölényét a népgyűléseken mintegy 10 000, proskribáltaktól elkobzott és felszabadított rabszolga, a patrónusuk nevét viselő Cornelii biztosították.

### Politikai reformok
Sulla számos tekintetben megújította a Római Köztársaság államszervezetét törvényein, a Leges Corneliae-n keresztül. Ezek célja a fiktív régi római alkotmány feltámasztása volt, azaz mind konzervatív szellemiségben fogant. Pontos számuk, sorrendjük és keletkezési idejük nem megállapítható, mindazonáltal valószínűleg a dictatura első időszakában fogadta el a javaslatokat a senatus. A sullai törvények alapvetően négy kategóriába sorolhatók:
- Államszervezetet érintő törvények

A dictator megfosztotta a területi alapon szerveződő népgyűlést törvényhozói és bírói jogköreitől, ezzel a senatus maradt az egyedüli testület, amely ezeket a területeket igazgathatta. A comitia tributát mindazonáltal nem számolták fel, de szerepe csak az alacsonyabb rangú magistratusok és a néptribunusok megválasztására korlátozódott. A tribunusok jogait korlátozták (vétójoguk is névlegesre olvadt), és ezentúl tribunusviselt személyek nem pályázhattak magasabb tisztségekre. A comitia centuriata megőrizhette korábbi törvénykezési jogait, de felelevenítették a régi megkötést, miszerint csak senatusi határozat után dönthetett.
A proscriptiók során oly sok senator veszett oda, hogy a dictator kénytelen volt utánpótlásukról gondoskodni. Az új tagokat azonban nem a censorok jelölték ki a hivatalviselt politikusok közül, hanem valószínűleg a comitia centuriatán választották meg őket. 300 új, lovagrendi tag beiktatására is sor került, ezzel a testület létszáma 600 fősre emelkedett.
A tartományokat érintő törvényében Sulla lehetővé tette, hogy a kormányzók akár egy éven túl is megőrizzék hivatalukat mindaddig, amíg a senatus új helytartót nem nevez ki a helyükre. Az imperium évenkénti megújításától is eltekintettek ezentúl, ráadásul a főhatalom birtokosa nem Itália, hanem Róma határában volt köteles lemondani hatalmáról.
Sulla akkor is a konzervatívoknak kedvezett, amikor felújította a cursus honorumot érintő, szigorú szabályozást, amely megszabta, hogy az egyes hivatalokat milyen előfeltételekkel és életkorral, illetve hány év eltéréssel lehetett betölteni. Ezzel együtt a praetorok számát hatról nyolcra, a quaestorokét pedig nyolcról húszra emelte.
- Papi testületeket érintő reformok

Sulla eltörölte a lex Domitiát, ami a népgyűlés kezébe adta a különféle állami kultuszok papi collegiumai tagjainak megválasztásának jogát. Ezentúl a pontifexek és augurok ismét maguk döntötték el, hogy kit kívánnak soraik között látni. Egyúttal tízről tizenötre emelte a két testület tagjainak számát, és valószínűleg ugyanezt tette a sibylla-könyvek őrzőivel is.
- Igazságszolgáltatási reformok

A dictator 9 quaestio perpetuát, praetor elnöklete alatt álló állandó bíróságot hozott létre. Mivel csak hat praetor törődött az ilyen természetű ügyekkel (a praetor peregrinus a külügyeket, a praetor urbanus pedig a főváros belügyeit irányította), volt, hogy egy praetor több bíróságot vezetett, vagy pótlásukra judex questionis vezette az ügyeket. A visszaéléseket vizsgáló bizottság esküdtjei ezentúl csak senatorok lehettek, ami nagy csapás volt a lovagrendre és a néppártra. Sulla legmaradandóbb újításai a büntetőjogban születtek.
- Közerkölcsöket javító intézkedések

A konzervatív Sulla több olyan törvényt is hozatott, amellyel a dekadenciát, züllöttséget kívánta visszaszorítani. Ezek ismertek a legkevésbé, de mindenesetre tudunk egy házassági törvényéről, illetve ismert, hogy korlátozta a temetésekre és játékokra költhető pénzösszeget.

## Sulla visszavonulása és halála
Kr. e. 79 elején a teljhatalmú dictator általános megdöbbenésre lemondott kivételes hatalmáról, sőt még azt is felajánlotta, hogy hivatali időszakának tetteiért kész vállalni a felelősséget. Természetesen senki sem merte megkérdőjelezni intézkedéseit, mivel nem hivatalos módon továbbra is hatalmas befolyást gyakorolt az államügyekre. Ennek ellenére végleg visszavonult, hogy a természet, a művészet és a test gyönyöreinek hódoljon. Életmódja csak siettette halálát, mivel utolsó éveit betegségben (tetvesség, phthiriasis) töltötte. Rebesgették, hogy a véget ellenfelei is siettették.
Előre megálmodott halála előtt még befejezte azóta elveszett, 22 kötetes emlékiratait, amelyek Plutarkhosz számára szolgáltak értékes forrásul. Gyermeke gyámjául alvezérét, Lucullust jelölte ki. A senatus Marcus Aemilius Lepidus consul ellenállása ellenére állami temetést szavazott meg számára, amibe a Pompeius, Lucullus és Quintus Lutatius Catulus által egybehívott veteránok nyomására még Lepidus is kénytelen volt belenyugodni. A látványos hamvasztást követően emlékművet emeltek neki a Campus Martiuson, amelyre állítólag saját maga szerezte szöveget véstek fel, mely szerint sem barátaitól nem kapott olyan jót, sem ellenségeitől olyan rosszat, amit vissza nem térített volna.

## Hatása
Kevés olyan nagy hatású politikusa volt Rómának, mint Sulla, bár intézkedéseit meglehetősen hamar eltörölték. Kiváló, de gátlástalan hadvezér volt, akihez katonái lojálisabbak voltak, mint saját hazájukhoz, amit ékesen bizonyít Róma kétszeri elfoglalása. A mariusi hadseregreform negatív hozadékai első lecsapódásának tekinthetjük a két politikus polgárháborúját. A hadsereg öncélú felhasználása végül még a Kr. e. 1. században a köztársaság felszámolását eredményezte.
Az elkövetkező idők nagy politikusai és hadvezérei, Lucullus, Pompeius és Crassus mind Sullának köszönhették karrierjük megindulását – még a néppárti, épp ezért a dictatura idején elmenekült Julius Caesar is, aki a dictator ellenfeleként indult a csúcsra. Sokuk nagy hasznát vette az Itáliában letelepített veteránoknak, akik családja később is militarista maradt, és a fővároshoz közel eső, jól mozgósítható erőt jelentett számukra.

## Házasságai, utódai
Sulla ötször nősült. Első feleségét Iliának hivták – egyes olvasatokban Julia – aki egy lányt szült neki, akit meggyilkolt consultársa hasonló nevű fiához, Quintus Pompeius Rufushoz adtak feleségül. A második asszonyt Aeliának, a harmadikat Coeliának nevezték. Ez utóbbitól meddőségre hivatkozva vált el, választottja Caecilia Metella, Lucius Caecilius Metellus Dalmaticus consularis lánya lett. Tőle egy fiatalon, még Sulla életében meghalt fia, illetve ikrei születtek: Faustus Cornelius Sulla és Fausta Cornelia Sulla. Utolsó felesége, Valeria, halála után szülte meg a dictator lányát.

## Külső hivatkozások
- Dictionary of Greek and Roman Biography and Mythology. Szerk.: William Smith. Boston, C. Little & J. Brown, 1867.
Elérhető a Michigani Egyetem Könyvtárának honlapján: I. kötet (A–D); II. kötet (E–N); III. kötet (O–Z).
- Ferenczy Endre – Maróti Egon – Hahn István: Az ókori Róma története (ISBN 9631927881)

| Elődei: Cnaeus Pompeius Strabo és Lucius Porcius Cato | Consul Kr. e. 88 collega: Quintus Pompeius Rufus | Utódai: Cnaeus Octavius és Lucius Cornelius Merula |

| Elődei: Marcus Tullius Decula és Cnaeus Cornelius Dolabella | Consul Kr. e. 80 collega: Quintus Caecilius Metellus Pius | Utódai: Publius Servilius Vatia Isauricus és Appius Claudius Pulcher |